# Charles Konan Banny
Charles Konan Banny, född 11 november 1942 i Divo, Elfenbenskusten, död 10 september 2021 i Paris, Frankrike, var en ivoriansk politiker. Han var Elfenbenskustens premiärminister mellan 7 december 2005 och 4 april 2007. Han utsågs till posten av de internationella medlarna i inbördeskriget, Sydafrikas president Thabo Mbeki och Nigerias president Olusegun Obasanjo. Några av hans uppgifter var att demobilisera de stridande parterna i inbördeskriget och se till att fria val hölls under 2006, något som dock inte lyckades. 2007 ersattes han av Guillaume Soro, ledaren för Forces Nouvelles.
Banny var tidigare chef för de västafrikanska staternas centralbank.
I september 2021 togs Banny till Europa på grund av hälsoskäl.